# Thailand Premier League 1999
Die Thailand Premier League 1999 bestand aus 12 Mannschaften. Die Liga war zu diesem Zeitpunkt auch als Caltex Premier League bekannt.
Am Ende der Saison konnte die FC Royal Thai Air Force Ihren 13. Titel Vereinsgeschichte feiern.

## Vereine der Saison
| Teilnehmer |
| - FC Bangkok Bank - Bangkok Bank of Commerce (Aufsteiger aus der Thailand Division 1 League) - BEC Tero Sasana - FC Krung Thai Bank - FC Osotspa M-150 - FC Port Authority of Thailand - Bangkok Metropolitan Administration - FC Royal Thai Air Force - FC Royal Thai Army - FC Thai Farmers Bank - FC TOT - FC Sinthana – Titelverteidiger |

## Abschlusstabelle der Saison 1999
| Pl. | Verein                       | Sp. | S  | U  | N  | Tore    | Diff. | Punkte |
| --- | ---------------------------- | --- | -- | -- | -- | ------- | ----- | ------ |
| 1. | Royal Thai Air Force         | 22  | 11 | 6  | 5  | 043:270 | +16   | 39     |
| 2. | Port Authority               | 22  | 12 | 3  | 7  | 031:160 | +15   | 39     |
| 3. | BEC Tero Sasana              | 22  | 11 | 6  | 5  | 035:230 | +12   | 39     |
| 4. | FC Osotspa M-150             | 22  | 10 | 9  | 3  | 032:210 | +11   | 39     |
| 5. | FC TOT                       | 22  | 11 | 5  | 6  | 026:200 | +6    | 38     |
| 6. | FC Thai Farmers Bank         | 22  | 8  | 8  | 6  | 037:310 | +6    | 32     |
| 7. | FC Sinthana (M)              | 22  | 9  | 3  | 10 | 030:300 | ±0    | 30     |
| 8. | FC Bangkok Bank              | 22  | 7  | 7  | 8  | 022:210 | +1    | 28     |
| 9. | Bangkok Metropolitan         | 22  | 7  | 5  | 10 | 024:280 | −4    | 26     |
| 10. | FC Krung Thai Bank           | 22  | 5  | 10 | 7  | 028:320 | −4    | 25     |
| 11. | FC Royal Thai Army           | 22  | 7  | 4  | 11 | 025:300 | −5    | 25     |
| 12. | Bangkok Bank of Commerce (N) | 22  | 0  | 2  | 20 | 011:650 | −54   | 02     |
| Ermittlung des Tabellenplatzes einer Mannschaft bei Punktgleichheit: 1. Direkter Vergleich; 2. Tordifferenz; 3. erzielte Tore |                              |     |    |    |    |         |       |        |

## Relegation
Der 11. Platzierte der Saison musste in der Relegation gegen den Zweitplatzierten der Thailand Division 1 League antreten.
Dabei traf die FC Royal Thai Army auf die FC Royal Thai Navy, die durch ein 1:0 in die Thailand Premier League aufstiegen.
|                    | Ergebnis |                    |
| ------------------ | -------- | ------------------ |
| FC Royal Thai Army | 0:1      | FC Royal Thai Navy |

## Queen’s Cup
Die 27. Auflage des Queen’s Cup wurde von der Hanyang-Universität aus Südkorea gewonnen. Es war bereits der 7. Gewinn des Queen’s Cup für die Südkoreaner.

## Thailand FA Cup
Der FC Bangkok Bank verteidigte erfolgreich den FA Cup gegen den FC Osotspa M-150. Dabei gewann man das Finale mit 2:1 und gewann den Pokal insgesamt zum 4. Male.

## Kontinentale Wettbewerbe
- Nach der erfolglosen Teilnahme am Asian Cup Winner’s Cup im Vorjahr, erreichte der FC Sinthana in diesem Jahr die Gruppenphase der Asian Club Championship. Hatte dort jedoch gegen die Kashima Antlers, Júbilo Iwata und den Suwon Samsung Bluewings aus Korea, keine Chance, und wurde Gruppenletzter.[3]

- Der FC Bangkok Bank hingegen erreichte immerhin das Halbfinale im

Asian Cup Winner’s Cup. Dort musste man sich dann aber den Shimizu S-Pulse aus Japan geschlagen geben. Das Spiel, welches in Chiang Mai stattfand, wurde erst im Elfmeterschießen entschieden.
Im Spiel um Platz 3 konnte man sich aber gegen Navbakhor Namangan aus Usbekistan durchsetzen.

## Auszeichnungen
|                    | Name             | Mannschaft              |
| ------------------ | ---------------- | ----------------------- |
| Trainer des Jahres | Piyapong Piew-on | FC Royal Thai Air Force |
| Spieler des Jahres | Niweat Siriwong  | FC Sinthana             |
| Torschützenkönig   | Sutee Suksomkit  | FC Thai Farmers Bank    |